# Nachamps
Nachamps település Franciaországban, Charente-Maritime megyében. Lakosainak száma 204 fő (2022. január 1.). Nachamps Courant, Landes, Puyrolland és Saint-Loup községekkel határos.

## Népesség
A település népességének változása:
| Lakosok száma | 180  | 201  | 190  | 217  | 194  | 196  | 194  | 187  | 193  | 204  |
|               | 1968 | 1982 | 1990 | 2006 | 2013 | 2015 | 2017 | 2019 | 2020 | 2022 |